# 粕屋警察署
粕屋警察署（かすやけいさつしょ）は福岡県警察が管轄する警察署の一つで、福岡地区に属す。

## 概要
署長の階級は警視。
福岡市に隣接する1市7町を管轄する。管内は九州自動車道が縦貫、筑豊地区への主要道国道201号線が横断し、トリアス久山やイオンモール福岡の郊外型大規模商業施設や流通センター、工業団地などが進出。また糟屋郡は福岡市のベッドタウンとして人口増加率が福岡県内で最も高いといわれるなど、近年取扱事案が急増している警察署である。

## 所在地
- 福岡県糟屋郡粕屋町大字上大隈147番地1

（福岡県道35号筑紫野古賀線（国道201号線）「大隈跨道橋」信号立体交差点西側。最寄駅はJR九州福北ゆたか線門松駅）

## 管轄区域
- 糟屋郡、古賀市

## 沿革
- 1876年2月24日 糟屋郡箱崎町に箱崎分屯所設置。
- 1877年2月25日 福岡警察署箱崎分署と改称。
- 1886年9月19日 箱崎警察署と改称。
- 1948年3月7日 警察法施行により、国家地方警察の糟屋地区警察署と自治体警察の福岡市東・香椎町・志免町・篠栗町・宇美町警察署に分離分割。
- 1951年10月 香椎町警察署と篠栗町警察署が廃止され、糟屋地区警察署に統合。
- 1954年7月1日 警察法改正により、自治体警察と国家地方警察が一本化され、福岡県東福岡警察署として再発足。
- 1963年9月15日 馬出に庁舎を新築移転。
- 1972年4月1日 福岡市が政令指定都市となる。
- 1974年4月1日 福岡市の行政区に合わせて1区1署制を採用。これに伴い東警察署と改称。
- 1994年3月18日 糟屋郡（現在の古賀市は当時古賀町）を管轄する粕屋警察署を新設し東警察署を分割。
- 2003年8月27日 県下全域交番駐在所再編成により、亀山交番と伊賀、久原駐在所を廃止し、青柳、山田駐在所を交番化。
- 2005年3月1日 青柳交番を新築移転。
- 2006年3月7日 地域管理官を新配置。
- 2006年4月3日 組織改正に伴い、刑事・生活安全部門の捜査業務分掌を変更。

## 組織
副署長のほかに警視職として、刑事・地域の2管理官を課長の上に置く。
- 総務課
- 会計課
- 留置管理課
- 生活安全課
- 刑事第一課
- 刑事第二課
- 交通課
- 警備課
- 地域第一課
- 地域第二課
- 地域第三課

## 交番・駐在所
（　）の中は、読み・所在地

### 糟屋郡域
- 宇美交番（うみ・糟屋郡宇美町宇美4丁目1番10号）
- 篠栗交番（ささぐり・糟屋郡篠栗町中央4丁目15番25号）
- 志免交番（しめ・糟屋郡志免町志免中央1丁目10番10号）
- 須恵交番（すえ・糟屋郡須恵大字上須恵1167番地3）
- 新宮交番（しんぐう・糟屋郡新宮町中央駅前1丁目1番28号）
- 久山交番（ひさやま・糟屋郡久山町大字山田1689番地24）
- 粕屋交番（かすや・糟屋郡粕屋町長者原東6丁目15番8号）

### 古賀市域
- 古賀交番（こが・古賀市天神4丁目4番1号）
- 青柳交番（あおやぎ・古賀市川原1542番地3）
- 小野駐在所（おの・古賀市米多比1518番地4）